# Schlacht von Méribel
1792

Porrentruy – Marquain – Quiévrain – Verdun – Thionville – Valmy – Lille – Mainz (1792) – Jemappes
1793

Aldenhoven I – Namur – Neerwinden – Mainz (1793) – Famars – Valenciennes (1793) – Arlon (1793) – Hondschoote – Meribel – Avesnes-le-Sec – Pirmasens – Toulon – Fontenay-le-Comte – Cholet – Lucon – Trouillas – Dünkirchen – Le Quesnoy – Menin I – Wattignies – Weißenburg I – Biesingen – Kaiserslautern I – Weißenburg II
1794

Boulou – Landrecis – Menin II – Mouscron – Martinique – Guadeloupe – Tourcoing – Tournai – Kaiserslautern II – San-Lorenzo de la Muga – 13. Prairial – Fleurus – Kaiserslautern III – Vosges – Aldenhoven II
1795

Cornwallis’ Rückzug – Genua – Groix – Hyeres – Handschuhsheim – Mainz (1795) – Mannheim – Loano
1796

Montenotte – Millesimo – Dego – Mondovì – Lodi – Borghetto – Castiglione – Mantua – Siegburg – Altenkirchen – Wetzlar – Kircheib – Kehl – Kalteiche – Friedberg  – Malsch – Neresheim – Sulzbach – Deining – Amberg – Würzburg – Neufundland – Rovereto – Bassano – Limburg – Biberach I – Emmendingen – Schliengen – Caldiero – Arcole – Irland
1797

Fall von Kehl – Rivoli (1797) – St. Vincent – Diersheim – Santa Cruz – Neuwied – Camperduin
Die Schlacht von Méribel fand am 28. September 1793 bei dem Dorf Méribel in der Nähe von Sallanches im heutigen französischen Département Haute-Savoie während des Ersten Koalitionskriegs statt. Die Truppen des Königreichs Sardinien wurden von der französischen Revolutionsarmee besiegt.

## Hintergrund
Méribel ist ein Weiler in der heutigen Gemeinde Sallanches im Departement Haute-Savoie. Damals gehörte das Gebiet zum Mont-Blanc, einem französischen Departement, das im November 1792 nach der Annexion Savoyens durch Sardinien geschaffen wurde. Sardinien erkannte den Verlust von Savoyen erst im Vertrag von Paris (1796) an.
Im August 1793 unternahm eine 1000 Mann starke sardische Armee in Faucigny eine Gegenoffensive gegen die französischen Revolutionstruppen. Die Armeen der Koalition überquerten die Alpenpässe, um den französischen Truppen entgegenzutreten. Am 21. August kam es zu einer ersten großen Schlacht an der Brücke von Saint-Martin in der Nähe von Sallanches, die es der sardischen Armee ermöglichte, die Städte Cluses (24. August) und Bonneville zurückzuerobern. Dieser Versuch, die Herrschaft des Hauses Savoyen in der Region wiederherzustellen, war jedoch nur von kurzer Dauer. Im folgenden Monat eroberten die Franzosen die verlorenen Gebiete zurück.
Am 16. September griffen die französischen Truppen unter dem Kommando von Charles Verdelin in Cluses die Stadt Sallanches an, in die sich die sardische Armee geflüchtet hatte. Die Franzosen stoßen jedoch auf Schwierigkeiten angesichts einer organisierten Verteidigung, zu der auch die Jäger gehören, die in der Schanze von Méribel Stellung bezogen haben. Der französische Angriff scheitert. In einem Brief heißt es: „Am 17. September griffen die Franzosen Sallanches an, aber ohne Erfolg, denn wir hatten eine gute Schanze, die von den Chasseurs auf den Höhen von Méribel verteidigt wurde. Wir hatten auch einige Kanonen. Es heißt, dass der Feind hier fast 500 seiner Leute verloren hat.“
Am 21. September forderte Verdelin die Bevölkerung auf, sich nicht mehr aufzulehnen. Philibert Simond, der vom Nationalkonvent entsandt worden war, um die Alpenarmee zu begleiten, erhielt vom Komitee für öffentliche Sicherheit den Befehl, gegen die aufständische Bevölkerung vorzugehen. Simond, der aus dem Herzogtum Savoyen stammte, zögerte, führte aber in Samoëns eine Säuberung durch.

## Schlacht
Am 27. September nahm die französische Armee den Angriff auf Sallanches wieder auf. Am 28. September griff sie die Redoute von Méribel an, die sich etwa 1 km flussabwärts von Saint-Martin-sur-Arve befand. Die Schanze wurde am 29. September eingenommen. Am Abend drangen die siegreichen Truppen von Verdelin und Simond in Sallanches ein. 540 Personen wurden gefangen genommen, einige Bauern wurden durch ein Erschießungskommando hingerichtet. Die Sarden zogen sich auf den Bonhomme-Pass zurück.

## Gedenken
Am 18. September 2004 enthüllte die Ligue savoisienne eine Gedenktafel, die an die Verteidigung des Tals durch die Savoyarden gegen die revolutionären Truppen erinnert.